# Kira Gembri
Kira Gembri (* 1990 in Wien) ist eine österreichische Autorin von Jugendliteratur.

## Werdegang
Gembri wuchs als zweitältestes von fünf Geschwistern in Wien auf, wo sie auch an der Universität Wien Vergleichende Literaturwissenschaft mit Masterabschluss studierte. Sie hat eine Tochter und einen Sohn.

## Rezensionen
Wovon du träumst
- „Eine fein ausgearbeitete Figurenkonstellation, wobei jede Figur in sich vielschichtig angelegt ist. Mit feinem psychologischem Gespür und einem klaren Stil werden die Geschichten hinter den Geschichten eingestrickt, während Nick und Emilie sich vorsichtig aufeinander zu bewegen, vereint durch die Leidenschaft für Musik. Eine starke Geschichte mit mehreren Melodien, die jeweils sehr feine Töne in sich bergen.“ (Deutsche Akademie für Kinder- und Jugendliteratur)[2]

Der Ruf der Fabelwesen
- „Kira Gembri erzählt eine ganz und gar unschuldige Geschichte über zwei Teenager, die beide in ihrer Einsamkeit gefangen sind, in der es vor Fabelwesen – vom frechen Kobold bis zum wilden Feenhund – nur so wimmelt.“[3] (Wiener Zeitung)
- „Die fantasievolle Geschichte ist sehr witzig geschrieben. Wer Fantasy-Geschichten mag, kann sich auch auf diese freuen. Sie macht beim Zuhören so viel Spaß, dass man schon auf die nächste Geschichte von Ruby Fairygale wartet.“[4] (shz.de)

## Auszeichnungen
- 2015: Empfehlungsliste der Deutschen Akademie für Kinder- und Jugendliteratur für „Wenn du dich traust“.[5]
- 2018: DeLiA-Jugendliteraturpreis für „Wovon du träumst“.[6]

## Publikationen

### Einzelbände
- Wenn du dich traust. Arena-Verlag, Würzburg 2015, ISBN 978-3-401-60149-6.
- Wir beide in Schwarz-Weiß. Arena-Verlag, Würzburg 2017, ISBN 978-3-401-60219-6.
- Ein Teil von uns. Arena-Verlag, Würzburg 2017, ISBN 978-3-401-51018-7.
- Wovon du träumst. Arena-Verlag, Würzburg 2019, ISBN 978-3-401-51143-6.

### Ruby Fairygale
- Der Ruf der Fabelwesen (Band 1). Loewe-Verlag, Bindlach 2020, ISBN 978-3-7432-0459-1.
- Die Hüter der magischen Bucht (Band 2). Loewe-Verlag, Bindlach 2. Auflage 2020, ISBN 978-3-7432-0460-7.

- Das Geheimnis der Tierwandler (Band 3). Loewe-Verlag, Bindlach 2021, ISBN 978-3-7320-1520-7.
- Das Tor zur Feenwelt (Band 4). Loewe-Verlag, Bindlach 2021, ISBN 978-3-7432-0952-7.
- Der verbotene Zauber (Band 5). Loewe-Verlag, Bindlach 2022, ISBN 978-3-7432-0953-4.
- Das Vermächtnis der Geister (Band 6), Loewe-Verlag, Bindlach 2023, ISBN 978-3-7432-1248-0

### Die Schule der Wunderdinge
- Hokus Pokus Kerzenständer (Band 1). Arena, Würzburg 2021, ISBN 978-3-401-60574-6.
- Simsala Schirm (Band 2). Arena, Würzburg 2022, ISBN 978-3-401-60575-3.
- Zicke Zacke Zaubertasche  Arena, Würzburg Juli 2022, ISBN 978-3-401-60576-0.

### Das geheime Leben der Tiere – Savanne
- Nuru und Lela (Band 1). Loewe-Verlag, Bindlach August 2022, ISBN 978-3-7432-1158-2.